# La torre delle menzogne
La torre delle menzogne (The Tower of Lies) è un film muto del 1925 diretto da Victor Sjöström, tratto da L'imperatore di Portugallia (Kejsarn av Portugallien en Värmlandsberättelse) della premio Nobel per la letteratura del 1909 Selma Lagerlöf. Il romanzo venne pubblicato per la prima volta a Stoccolma nel 1914.

## Trama
In una fattoria della Scandinavia, Jan lavora duramente dalla mattina alla sera. Vive con la moglie ma non hanno figli. Finalmente, un giorno Katrina resta incinta. La bambina che nasce viene chiamata Glory. Jan è l'uomo più felice del mondo e festeggia con il villaggio. Gli anni passano, Glory cresce nell'affetto del padre. Un giorno muore un amico dell'agricoltore, il proprietario del fondo dove lui vive e lavora, e la proprietà viene venduta.
Il nuovo padrone chiede a Jan e agli altri agricoltori trecento dollari, altrimenti verranno mandati via. Glory, ormai grande, decide di andare in città a cercarsi un lavoro per aiutare i suoi. La lunga assenza di Glory porta a sragionare Jan che comincia a credersi imperatore di un paese di sogno. Quando Glory torna a casa, viene guardata con sospetto, come una prostituta. Umiliata, prende il traghetto per tornare in città. Sull'imbarcazione incontra Lars, che la annoia con le sue proposte di matrimonio. Succede una catastrofe quando Lars cade tra le pale della ruota della nave e annega.
Jan, disperato per la partenza di Glory, la insegue fuori di testa sulla nave, perde l'equilibrio e cade, annegando anche lui. Poco dopo la tragedia, Glory - redenta - torna alla fattoria per restare e sposa August, il figlio del proprietario del fondo, che conosce fin da bambina.

## Produzione
Prodotto da Irving Thalberg, il film fu girato in California, nella zona del delta del Sacramento. Uscì nelle sale l'11 ottobre 1925, distribuito dalla MGM. Fu la seconda collaborazione che vide insieme Victor Sjöström, Lon Chaney e Norma Shearer, un anno dopo L'uomo che prende gli schiaffi.

## Distribuzione
Il copyright del film, richiesto dalla Metro-Goldwyn-Mayer, fu registrato l'11 settembre 1925 con il numero LP21882.

Distribuito dalla MGM,, il film uscì nelle sale statunitensi l'11 ottobre 1925, dopo essere stato presentato in prima a New York nella settimana del 27 settembre 1925.

Nel Regno Unito, fu distribuito dalla Jury Metro-Goldwyn l'8 marzo 1926; in Finlandia, uscì come Portugalian keisari, 13 settembre 1926; in Portogallo, come No Reino da Quimera, il 28 dicembre 1927.

### Conservazione
Non si conoscono copie ancora esistenti della pellicola che viene considerata presumibilmente perduta, anche se sembra che ne esista una copia in Danimarca.

## Divieti
In Italia il film venne vietato ai minori di 15 anni.